# Hypolysia
Hypolysia é um género de gastrópode  da família Subulinidae.
Este género contém as seguintes espécies:
- Hypolysia connollyana
- Hypolysia usambarica